# 博格多夫-塞多夫
博格多夫-塞多夫（德語：Borgdorf-Seedorf）是德国石勒苏益格－荷尔斯泰因州的一个市镇。总面积6.63平方公里，总人口406人，其中男性195人，女性211人（2011年12月31日），人口密度61人/平方公里。